# Безсердечна
Безсердечна (ісп. La desalmada) — мексиканський телесеріал 2021 року у жанрі драми, мелодрами та створений компаніями Televisa, Entrelineas. В головних ролях — Лівія Бріто, Хосе Рон, Едуардо Сантамаріна, Марджорі де Соуса, Марлене Фавела.
Перша серія вийшла в ефір 5 липня 2021 року.
Серіал має 1 сезон. Завершився 85-м епізодом, який вийшов у ефір 29 жовтня 2021 року.
У травні 2022 року серіал продовжили на другий сезон.
Режисер серіалу — Сальвадор Гарсіні, Фес Норьєга.
Сценарист серіалу — Хуліан Агілар, Джейлі Лі, Ізабель де Сара.
Продюсер серіалу — Хосе Альберто Кастро.
Серіал є адаптацією колумбійського серіалу «La dama de Troya», 2008 року.

## Сюжет
Фернанда Лінарес, жінка, яка жадає помсти за вбивство свого чоловіка в шлюбну ніч, де Фернанда також стала жертвою зґвалтування. Погано пам'ятаючи ту страшну ніч, Фернанда помилково вважає, що саме Рафаель той чоловік, який зруйнував їй життя.

## Актори та ролі

### Головні
| Актор                  | Роль                           |
| ---------------------- | ------------------------------ |
| Лівія Бріто            | Фернанда Лінарес               |
| Хосе Рон               | Рафаель Тоскано                |
| Едуардо Сантамаріна    | Октавіо Тоскано                |
| Марджорі де Соуса      | Джулія Торребланка де Галлардо |
| Марлене Фавела         | Летиція Лагос де Тоскано       |
| Азела Робінсон         | Мартіна Фернандес              |
| Серхіо Басаньєс        | Герман Гальярдо                |
| Альберто Естрелья      | Кармело Мурільо                |
| Кімберлі дос Рамос     | Ізабелла Галлардо              |
| Гонсало Гарсія Віванко | Рігоберто Мурільо              |
| Франсіско Гатторно     | Антоніо Естудільйо             |
| Вероніка Хаспеадо      | Хуана Дуран                    |
| Лаура Карміне          | Анхела Хінохоса                |
| Алехандра Гарсія       | Розаліна Сантос                |
| Хуліо Валлардо         | Девід Естудільо Фернандес      |
| Габріела Самора        | Флор                           |
| Маурісіо Абуларач      | Хосе Варгас                    |
| Габі Мельядо           | Клара Очоа                     |
| Гонсало Вега мол.      | П'єро Васкес                   |
| Сесілія Гальяно        | Міріам Солер                   |
| Макарена Мігель        | Марія «Мері» Перес             |
| Карлос Гатіка          | Габріель Рохас                 |
| Клаудія Арсе Леметр    | Кандела Бенітес                |
| Фіона Муньос           | Сандра Фуентес                 |
| Ана Мартін             | Франциска «Пачіта» Перес       |
| Рауль Арайса           | Луїс Васкес                    |
| Даніель Елбіттар       | Сезар Франко                   |

### Постійні та спеціальні гості
| Актор               | Роль              |
| ------------------- | ----------------- |
| Яхір                | Сантьяго Рамірес  |
| Фернандо Роблес     | Каліксто Лінарес  |
| Розіта Бушо         | Чона              |
| Хосе Монтіні        | командир Морено   |
| Альфонсо Ітурральде | Альберто Ісубакі  |
| Джекі Сауса         | Бренда Ісубакі    |
| Моніка Айос         | Вівіана           |
| Гомеро Ферруска     | Розендо Футанасіо |
| Педро Морено        | Кайман            |
| Еспіноса Пас        |                   |

## Сезони
| Сезон | Епізоди | Епізоди | Оригінальний показ | Оригінальний показ | Оригінальний показ |
| Сезон | Епізоди | Епізоди | Перший показ       | Останній показ     | Мережа             |
| ----- | ------- | ------- | ------------------ | ------------------ | ------------------ |
| 1     | 85      | 85      | 5 липня 2021       | 29 жовтня 2021     | Las Estrellas      |

## Аудиторія
| Сезон | Країна  | Розклад       | Серії | Перший ефір         | Перший ефір        | Останній ефір       | Останній ефір      | Середня кількість глядачів (мільйони) |
| Сезон | Країна  | Розклад       | Серії | Дата                | Глядачі (мільйони) | Дата                | Глядачі (мільйони) | Середня кількість глядачів (мільйони) |
| ----- | ------- | ------------- | ----- | ------------------- | ------------------ | ------------------- | ------------------ | ------------------------------------- |
| 1     | Мексика | 21:30 — 22:30 | 85    | 5 липня 2021 року   | 3,0                | 29 жовтня 2021 року | 5,1                | 3,9                                   |
| 1     | США     | 21:00 — 22:00 | 90    | 23 серпня 2021 року | 1,7                | 10 січня 2022 року  | 2,6                | х                                     |

## Рейтинги серій

### Сезон 1 (2021)
| №  | Оригінальна дата ефіру | Аудиторія (мільйони) | №  | Оригінальна дата ефіру | Аудиторія (мільйони) | №  | Оригінальна дата ефіру | Аудиторія (мільйони) |
| -- | ---------------------- | -------------------- | -- | ---------------------- | -------------------- | -- | ---------------------- | -------------------- |
| 1  | 5 липня 2021           | 3.0                  | 31 | 16 серпня 2021         | 3.7                  | 61 | 27 вересня 2021        | 4.1                  |
| 2  | 6 липня 2021           | 3.6                  | 32 | 17 серпня 2021         | 3.7                  | 62 | 28 вересня 2021        | 3.8                  |
| 3  | 7 липня 2021           | 3.4                  | 33 | 18 серпня 2021         | 3.7                  | 63 | 29 вересня 2021        | 3.7                  |
| 4  | 8 липня 2021           | 3.8                  | 34 | 19 серпня 2021         | 3.6                  | 64 | 30 вересня 2021        | 3.8                  |
| 5  | 9 липня 2021           | 3.6                  | 35 | 20 серпня 2021         | 3.6                  | 65 | 1 жовтня 2021          | 4.0                  |
| 6  | 12 липня 2021          | 3.4                  | 36 | 23 серпня 2021         | 3.7                  | 66 | 4 жовтня 2021          | 3.9                  |
| 7  | 13 липня 2021          | 3.8                  | 37 | 24 серпня 2021         | 3.7                  | 67 | 5 жовтня 2021          | 4.2                  |
| 8  | 14 липня 2021          | 3.6                  | 38 | 25 серпня 2021         | 4.0                  | 68 | 6 жовтня 2021          | 4.2                  |
| 9  | 15 липня 2021          | 3.6                  | 39 | 26 серпня 2021         | 3.7                  | 69 | 7 жовтня 2021          | 3.9                  |
| 10 | 16 липня 2021          | 3.8                  | 40 | 27 серпня 2021         | 3.9                  | 70 | 8 жовтня 2021          | 4.0                  |
| 11 | 19 липня 2021          | 3.5                  | 41 | 30 серпня 2021         | 3.7                  | 71 | 11 жовтня 2021         | 4.1                  |
| 12 | 20 липня 2021          | 3.9                  | 42 | 31 серпня 2021         | 3.7                  | 72 | 12 жовтня 2021         | 4.1                  |
| 13 | 21 липня 2021          | 3.8                  | 43 | 1 вересня 2021         | 3.8                  | 73 | 13 жовтня 2021         | 3.9                  |
| 14 | 22 липня 2021          | 3.5                  | 44 | 2 вересня 2021         | 3.5                  | 74 | 14 жовтня 2021         | 3.7                  |
| 15 | 23 липня 2021          | 3.7                  | 45 | 3 вересня 2021         | 4.0                  | 75 | 15 жовтня 2021         | 3.6                  |
| 16 | 26 липня 2021          | 3.9                  | 46 | 6 вересня 2021         | 4.1                  | 76 | 18 жовтня 2021         | 4.2                  |
| 17 | 27 липня 2021          | 3.7                  | 47 | 7 вересня 2021         | 3.5                  | 77 | 19 жовтня 2021         | 4.4                  |
| 18 | 28 липня 2021          | 3.8                  | 48 | 8 вересня 2021         | 4.1                  | 78 | 20 жовтня 2021         | 4.8                  |
| 19 | 29 липня 2021          | 3.7                  | 49 | 9 вересня 2021         | 4.0                  | 79 | 21 жовтня 2021         | 4.7                  |
| 20 | 30 липня 2021          | 3.8                  | 50 | 10 вересня 2021        | 3.7                  | 80 | 22 жовтня 2021         | 4.3                  |
| 21 | 2 серпня 2021          | 3.7                  | 51 | 13 вересня 2021        | 3.8                  | 81 | 25 жовтня 2021         | 4.6                  |
| 22 | 3 серпня 2021          | 3.9                  | 52 | 14 вересня 2021        | 4.1                  | 82 | 26 жовтня 2021         | 4.9                  |
| 23 | 4 серпня 2021          | 4.0                  | 53 | 15 вересня 2021        | 3.2                  | 83 | 27 жовтня 2021         | 4.9                  |
| 24 | 5 серпня 2021          | 3.9                  | 54 | 16 вересня 2021        | 4.1                  | 84 | 28 жовтня 2021         | 4.8                  |
| 25 | 6 серпня 2021          | 3.8                  | 55 | 17 вересня 2021        | 3.9                  | 85 | 29 жовтня 2021         | 5.1                  |
| 26 | 9 серпня 2021          | 3.8                  | 56 | 20 вересня 2021        | 4.1                  |    |                        |                      |
| 27 | 10 серпня 2021         | 3.9                  | 57 | 21 вересня 2021        | 3.9                  |    |                        |                      |
| 28 | 11 серпня 2021         | 3.8                  | 58 | 22 вересня 2021        | 4.0                  |    |                        |                      |
| 29 | 12 серпня 2021         | 3.8                  | 59 | 23 вересня 2021        | 3.9                  |    |                        |                      |
| 30 | 13 серпня 2021         | 3.8                  | 60 | 24 вересня 2021        | 3.9                  |    |                        |                      |

## Інші версії
| Рік  | Країна   | Українська назва | Оригінальна назва | Кількість | Кількість | В головних ролях             | Компанія                         | Канал          |
| Рік  | Країна   | Українська назва | Оригінальна назва | сезонів   | серій     | В головних ролях             | Компанія                         | Канал          |
| ---- | -------- | ---------------- | ----------------- | --------- | --------- | ---------------------------- | -------------------------------- | -------------- |
| 2008 | Колумбія | Леді з Трої      | La Dama de Troya  | 1         | 138       | Крістіна Уманья, Андрес Хуан | RCN Televisión, Fox Telecolombia | RCN Televisión |

## Нагороди та премії
| Рік  | Нагарода           | Категорія             | Кандидат              | Результат | Примітки |
| ---- | ------------------ | --------------------- | --------------------- | --------- | -------- |
| 2022 | Молодіжна нагорода | Улюблений актор       | Хосе Рон              |           | [ 24 ]   |
| 2022 | Молодіжна нагорода | Найкраща екранна пара | Лівія Бріто, Хосе Рон |           | [ 24 ]   |